# Charles Konig
Charles Konig o Karl Dietrich Eberhard König (1774 Brunswick – 6 de setembre de 1851) era un paleontòleg i botànic alemany que es va educar en Göttingen. Anglicitzà el seu nom en ser assistent de George Kearsley Shaw (1751-1813) del Museu Britànic en 1806. En 1807 en fa d'assistent cuidador, i en 1813 passa a ser cuidador del Departament d'història natural del Museu Britànic, especialitzant-se en geologia i en mineralogia, retenint el lloc fins a la fi de la seva vida. Va descriure molts fòssils en el Museu Britànic en una clàssica obra dita: Iconesfossilium sectiles (1820-1825).